# Terziere
Un terziere (plurale: terzieri) è una suddivisione di alcune città d'Italia. La parola deriva da  terzo, ed è quindi utilizzato per le città divise in tre parti. La suddivisione in terzieri è frequente in Umbria, per esempio a Narni (TR), Trevi (PG), Spello (PG),  e Città della Pieve (PG); altre località divise in terzieri sono ad esempio Siena, Massa Marittima (GR), San Miniato (PI), Arcidosso (GR), Grosseto (nel Medioevo) e Lucca in Toscana; Macerata, Montecassiano (MC) e Camerino (MC) nelle Marche, dove nel Medioevo lo stesso capoluogo Ancona era diviso in terzieri; nel Lazio si registra il caso di Cori (LT), divisa in tre "Porte", Tuscania (VT). 
Quando una città è suddivisa in più di tre parti, esse possono denominarsi quartieri oppure sestieri, espressione tuttora usata nella città di Venezia.